# スタジオアリス
株式会社スタジオアリス（英: STUDIO ALICE Co.,Ltd.）は、大阪府大阪市に本社を置く、写真館チェーンを運営する日本の企業である。

## 会社

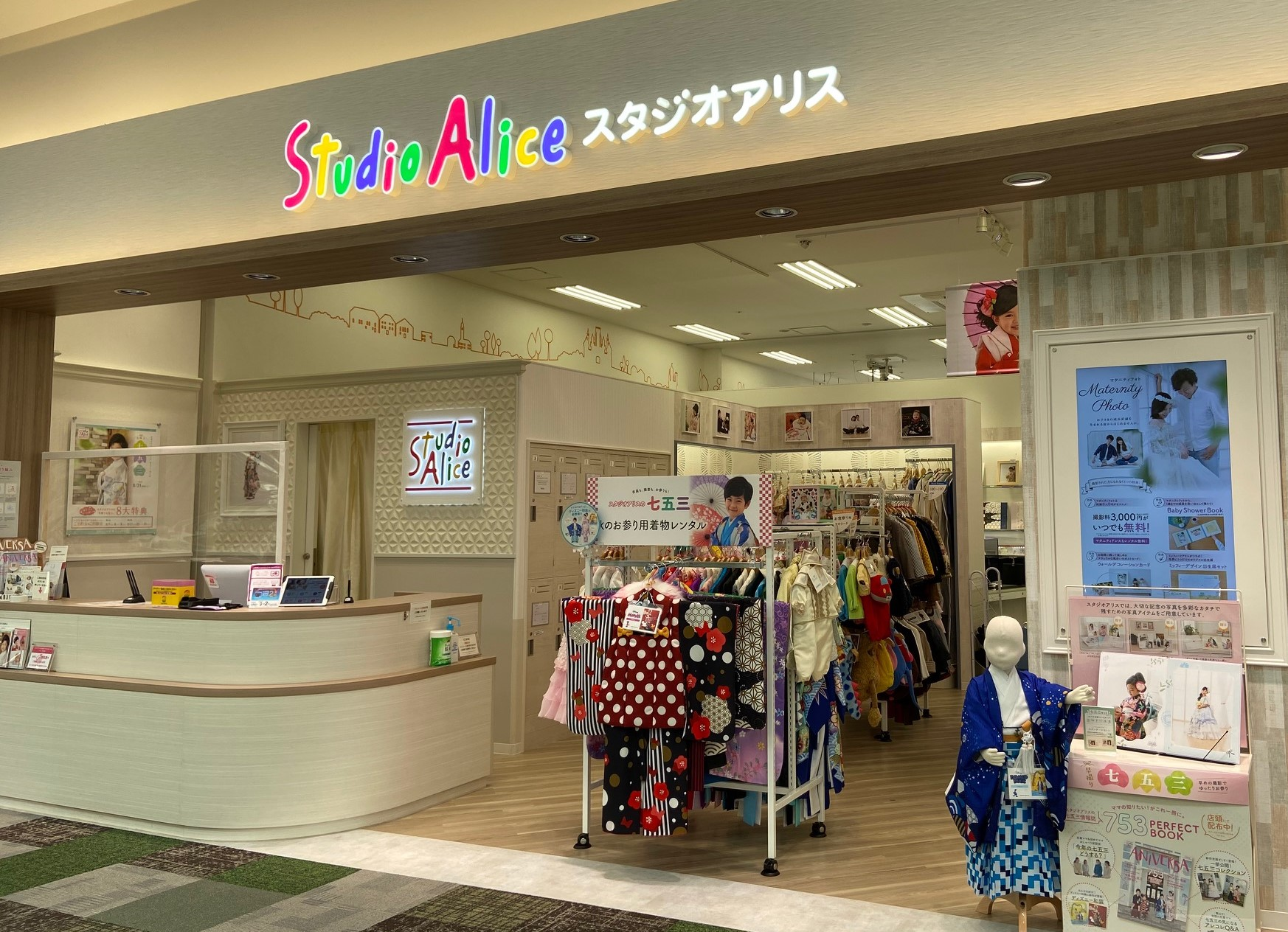
ショッピングセンター型店舗
スタジオアリス イオンモール高知店（高知県高知市）

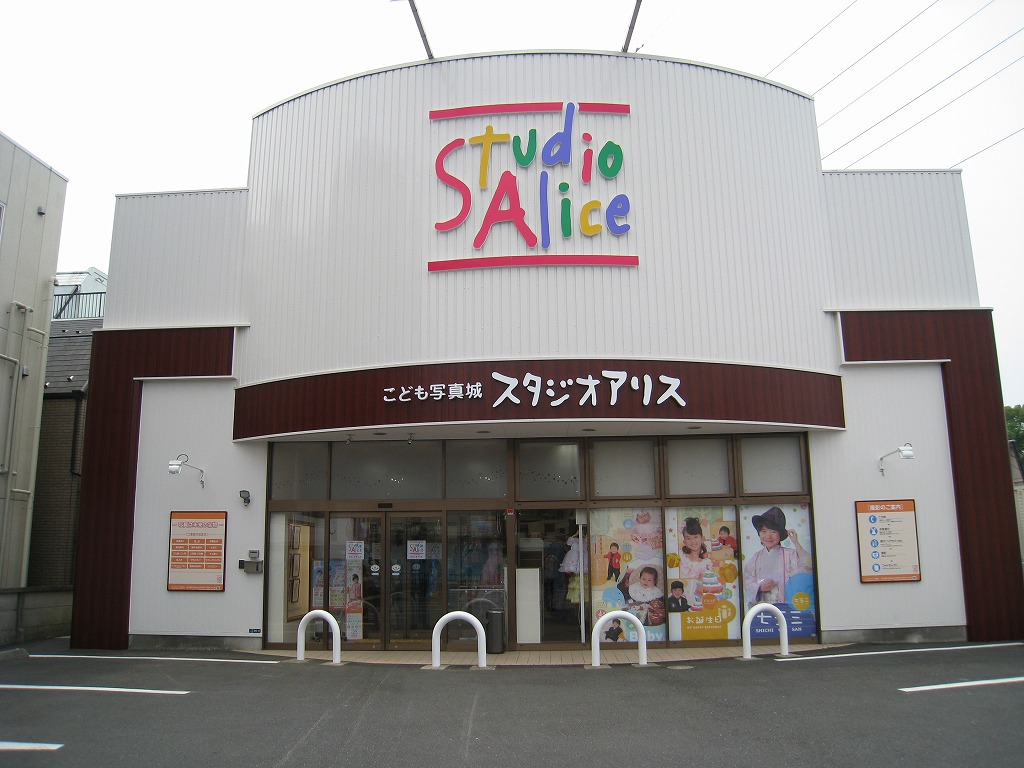
ロードサイド型店舗
スタジオアリス 葛飾奥戸店（東京都葛飾区）

こども写真館「スタジオアリス」を合計420店舗（フランチャイズの9店舗含む）展開する、こども専門写真館の最大手企業（以上、店舗数は2025年2月末時点のもの）。この他、新コンセプトの「スタジオアリスHALULU」や「スタジオアリスBaby!」を運営している。
かつてはDPE店をチェーン展開する企業であったが、1992年にこども専門写真館の1号店を大阪市淀川区加島にオープン後は、1994年に日本トイザらスと提携し、本格的に同業態でチェーン展開し規模を拡大。2001年に徳島県に出店し、全都道府県に出店を達成。
従来の一般的な写真館とは異なり、気軽に利用できる数々の工夫が施されており、出店場所として大型商業施設内が多い。店舗デザインは、外から店内の様子が見える明るいものとしている。また撮影スタッフは女性を中心とし、時にはこどもの緊張をほぐすために、ぬいぐるみを使って話しかけることもある。独特の料金システムを導入しており、各店に約500着用意されている貸衣装は着付やヘアセットも含めて無料、撮影料金はカット数に関わらず定額である。プリント料金は別途必要だが、撮った画像をモニターで確認し、希望するカットのみをプリント注文できる。
このようなこども写真館はきわめてユニークな存在であったが、近年では競合するこども専門写真館やまた旧来の営業写真館でも、同等・同様のシステム（料金、無料着付など）を導入する所が激増し、一般的に見られる業態となった。ゆえに順調に成長してきた同社も、少子化・他店との競争激化に伴い苦戦、2005年度には既存店の売上が頭打ちとなる傾向がみられたが、出店数の増加やデジタル化の推進により業績を向上。また、経費削減・効率化のため、2005年5月、写真プリントなどの現像所業務を行う子会社を設立。
2006年1月にはウェディングドレスメーカーの株式会社マリモを完全子会社化し、撮影用衣装を中国の関連会社（上海久華紗服飾有限公司）で生産させることとした。同年2月には、繁忙期の要員手配などを目的として人材派遣会社（株式会社アリスキャリアサービス）を設立。
2009年3月、創業社長である本村昌次が会長職に退き、社長に元専務の川村廣明が就任。2018年10月、1号店店長を務めた牧野俊介が新社長として就任。
2012年には、ディズニーキャラクター撮影を強化した「ディズニーキャラクター撮影パワーアップ店舗」を出店し、全国に30店舗を出店（2025年2月末時点）している。また、2013年にはディック・ブルーナ・ジャパンとライセンス契約を結び、ベビー用撮影として人気のキャラクター「ミッフィー」撮影を導入。
2013年よりスタジオアリスで撮影した客向けのウェブ総合サービスとして「アリスeスマイル」を開始。スタジオアリスで撮影した写真をWEBで注文でき、さらに自身が撮影したデジカメ写真も保存、プリント注文ができるサービスである。
2014年には、こども写真撮影で培った技術・ノウハウを活かしたカメラマン派遣（幼稚園や保育園、学校の運動会、遠足など各種イベントでのプロカメラマンによる撮影が可能）、インターネットを使った写真販売などが行えるスクールフォトサービス「egao」を開始。また、こども写真館の新業態として「HALULU」を出店。大人向け写真館で得たノウハウをもとにブライダルや成人式撮影も加えた総合写真館に変更。同年11月には2号店として「グランツリー武蔵小杉」内に出店。
2015年にはマタニティママと1歳までの子を対象とした赤ちゃん専門写真館「スタジオアリスBaby!」を愛知県岡崎市に出店。また、「HALULU」を「スタジオアリスHALULU」とし、関西1号店として「ららぽーとEXPOCITY」内に出店。また、同年、子育て中のママ達の投票にて選出される「第7回マザーズセレクション大賞」を受賞。
2016年3月、経済産業省と東京証券取引所が共同で、女性活躍推進に優れた上場企業を選定・発表する「平成27年度なでしこ銘柄」に初選定。また、5月には人材領域で優れた新しい取り組みを積極的に行っている企業として「第5回日本HRチャレンジ大賞/イノベーション賞」を受賞。さらに6月には女性活躍推進法に基づき、厚生労働大臣より「えるぼし」企業の認定（最上位）を取得。
2022年2月、女性スタッフが働きたい意欲や向上心を長くサポートしている企業として、「令和3年度 大阪市女性活躍リーディングカンパニー」にて優秀賞を受賞。
同7月「PGC(PIONEER GREEN CIRCLE)」と未来に写真をつなぐ写真館スマイルPROJECTを始動。10月には創業から30周年を迎え「記念写真のひみつ」を学研と共同企画・制作し、全国の小学校や公立図書館、児童館へ図書寄贈。
2023年4月、任天堂株式会社とライセンス契約を結び「スーパーマリオ」撮影を導入。2024年2月、「ママリ口コミ大賞2024」アニバーサリー写真館部門にて大賞を受賞。
2025年2月20日時点では東京証券取引所プライム市場における上場維持基準を満たしていたが、上場コストを削減するため同年2月27日に東京証券取引所スタンダード市場への市場変更を実施。

## 沿革
- 1974年
  - 株式会社日峰写真工芸として、大阪市福島区に設立。
  - DPE店の1号店をオープン。
- 1976年 - 株式会社日峰に社名を変更。
- 1981年 - DPE店のチェーン本部を開設。
- 1986年 - レンタルビデオ店の1号店をオープン。
- 1987年 - 本社を大阪府吹田市に移転。
- 1992年 - こども写真館の1号店をオープン。
- 1993年 - DPE店の店名を「グリーンBOX」に統一。
- 1994年 - こども写真館の店名を「こども写真城スタジオアリス」に統一。
- 1995年 - 富士写真フイルム（後の富士フイルムホールディングス）のグループ企業と合弁で、株式会社アリスを設立。
- 1999年
  - 株式会社スタジオアリスに社名を変更。同時にVIを導入。英文ロゴが筆記体の「Alice」から手書き風の「Studio Alice」に変更。また、カタカナロゴも丸ゴシック体の「スタジオ・アリス」から手書き風の「スタジオアリス」に変更。
  - レンタルビデオ事業から撤退。
- 2000年 - 本社（本部機能）を大阪市北区梅田の大阪第一生命ビルに移転。
- 2001年
  - 韓国に現地法人を設立。
  - DPE事業から撤退。
  - ディズニーキャラクター使用に関する契約をウォルト・ディズニー・ジャパン株式会社と締結。
- 2002年 - ジャスダックに上場。
- 2003年
  - 東京証券取引所第二部に上場。
  - 「スタジオわんわんアリス」の1号店をオープン。
- 2004年
  - 東京証券取引所市場第一部に上場。
  - 株式会社アリスを吸収合併。
- 2005年
  - 現像所業務を行う子会社（後の株式会社ジェイヴィス）を設立。
  - 台湾に合弁企業を設立（※2017年に清算）。
- 2006年
  - 株式会社マリモを完全子会社化。
  - 株式会社アリスキャリアサービスを設立。
- 2008年 - 株式会社マリモと株式会社ジェイヴィスを合併し株式会社マリモ・アンド・ジェイヴィスを設立。
- 2010年 - 株式会社豊匠を子会社化。
- 2011年
  - 株式会社マリモ・アンド・ジェイヴィスのマリモ事業部を廃止し、株式会社ジェイヴィスへ商号変更。
  - 東日本大震災を機に、消失・損傷した写真を復元する「罹災写真復元サービス」を無償で実施。
- 2012年 - ディズニーキャラクター撮影を強化したディズニーパワーアップ店舗を出店。
- 2013年
  - 歌舞伎座タワー内に歌舞伎写真館 GINZA KABUKIZA を出店。
  - 株式会社ディック・ブルーナ・ジャパンとライセンス契約を締結。
  - スタジオアリスのお客様向けWEB総合サービス『アリスeスマイル』を開始。
  - 東京・自由が丘にこども写真館事業の新業態『kodomo photo studio HALULU』を出店。
- 2014年
  - 学校写真販売サービス「egao」を開始。
  - 「HALULU」をブライダルや成人式などの大人撮影も加えた総合写真館とし、2号店としてグランツリー武蔵小杉店を出店。
- 2015年
  - マタニティママと1歳までのお子さまを対象とした赤ちゃん専門写真館「スタジオアリスBaby!」を出店。
  - 「HALULU」を「スタジオアリスHALULU」とし、関西1号店ららぽーとEXPOCITY店を出店。
  - 子育て中のママ達の投票にて選出される「第7回マザーズセレクション大賞」を受賞。
- 2016年
  - 経済産業省と東京証券取引所が共同で女性活躍推進に優れた上場企業を選定する「平成27年度なでしこ銘柄」に初選定された。
  - 人材領域で優れた新しい取組を積極的に行っている企業として「第5回日本HRチャレンジ大賞/イノベーション賞」を受賞。
  - 女性活躍推進法に基づき、厚生労働大臣より「えるぼし」企業の認定（最上位）を取得。
  - 子会社の株式会社豊匠が振袖レンタル事業を開始。
- 2017年
  - VI導入。1999年以来手書き風だった「スタジオアリス」のカタカナロゴが初期に近い丸ゴシック体に戻された。同時に店名が単に「スタジオアリス」となる。
- 2018年
  - 子会社の株式会社豊匠が京都府京丹後市に和装縫製工場を開設。
  - 成長記録・写真整理アプリ「グロースナップ」の配信を開始。
  - 「アリスeスマイル」を「ポケットアリス」にリニューアル。
  - はれのひ株式会社被害者の会の取り組みに賛同し、成人式の振袖レンタルと写真撮影を無償で支援。
  - ママをサポートする「ママのミカタPROJECT」開始。
  - 地域限定でお参り出張撮影サービスを開始。
- 2019年
  - 「ほめ写プロジェクト」の賛同企業に認定。
  - 富士フイルム株式会社との事業提携契約を締結。
  - レギュラー店舗に「スタジオアリスBaby!」を併設させた店舗を東京都武蔵野市にオープン。
  - シニア世代の肖像写真を撮影する「グランパグランマフォトプラン」をスタート。
- 2020年
  - 成人式前撮り振袖レンタルの新サービス「ふりホ」を関東地区・中部地区・近畿地区限定でスタート。
  - お客様センターを内製化。子会社の株式会社JVIS内にて運営を開始。
  - 子会社の株式会社豊匠が株式会社京都豊匠へ商号変更。
- 2021年
  - 成人式前撮り振袖レンタルサービス「ふりホ」を全国展開。同時に振袖のバーチャルフィッティングが可能な振袖カタログアプリをリリース。
  - 子会社の株式会社JVISが、AI・IoTの研究・開発を行う株式会社モノリシックデザインを設立。
  - 「関西コレクション 2021 SPRING & SUMMER」に振袖で初参加。
  - 株式会社ポケモンとライセンス契約を締結。ポケモン撮影がスタート。
  - ニューボーンフォト出張撮影サービスを開始。（地域限定）
  - ママのミカタPROJECTが第14回ペアレンティングアワード2021のコト部門を受賞。
  - 株式会社キャラ研とライセンス契約を締結。くまのがっこう撮影を開始。
  - 子ども向け社会体験アプリ「ごっこランド」に出展。新ゲーム「スタジオアリスのきねんさつえいごっこ！」が登場。
- 2022年
  - 神社と提携協力　いつでも安心して七五三をお参りできる活動を開始。
  - 大阪市女性活躍リーディングカンパニー市長表彰の大企業部門「優秀賞」を受賞。
  - 「PGC(PIONEER GREEN CIRCLE)」と未来に写真をつなぐ写真館スマイルPROJECTを始動。
  - 「記念写真のひみつ」を学研と共同企画・制作　全国の小学校、公立図書館、児童館へ寄贈。
- 2023年
  - MBS「あなたが伝えたいありがとうの1枚」で写真展を開催。
  - 任天堂株式会社とライセンス契約を締結。「スーパーマリオ」撮影を開始。
  - 「TGCteen2023Summer」に成人式前撮り＆振袖レンタルサービス「ふりホ」で初参加。
  - 池袋サンシャインシティ噴水広場にて、「七五三PRキッズファッションショー」を開催。
  - 医療法人産育会堀病院と協力し、生後間もないお子さまをスタジオアリスの出張カメラマンが産院内で撮影する「新生児撮影サービス」を開始。
  - スタジオアリスコリア・カンパニー・リミテッド撤退。
- 2024年
  - 神田明神EDOCCO　STUDIOにて、「ふりホPRイベント」を開催。
  - 「ママリ口コミ大賞2024」アニバーサリー写真館部門にて、スタジオアリスが「大賞」を受賞。
  - こども家庭庁が掲げる「こどもまんなか宣言」に賛同し、「こどもまんなか応援サポーター」を宣言。
  - 「ママのミカタPROJECT」の名称を変更し、「みんなで子育てPROJECT」へリニューアル。
  - あけみちゃん基金と協力し、国立循環器病研究センターで「入院中のこどもと家族のための家族写真撮影会」を無償で開催。
- 2025年
  - 東京証券取引所プライム市場から東京証券取引所スタンダード市場に市場変更[5][6]。
  - 全国のスタジオアリスで、ニューボンフォト、お宮参り、七五三の出張撮影を開始。（実施店舗116店舗）
  - 入学・卒業出張撮影「通学路フォト」を開始。（地域期間限定）
  - 成人式振袖レンタル＆前撮りパック「ふりホ」が、「振袖レンタルサービス満足度調査」において6冠を達成。
  - 「TOKYOこども見守りの輪プロジェクト」に参画。こどもの安心、安全の実現に向けて、東京都と覚書を締結。

## テレビ番組
- 日経スペシャル ガイアの夜明け オトナ心をつかめ～少子化時代の子供ビジネス～（2006年11月28日、テレビ東京）[7] - 新たな需要への新戦略を取材。

## スポンサー番組
- 富士フイルム・スタジオアリス女子オープンゴルフ中継（よみうりテレビ制作・日本テレビ系列）
- フィニアスとファーブ（Dlife）
- 情報ライブ ミヤネ屋（よみうりテレビ）
- サタデープラス（毎日放送・TBS系列） - 『あなたが伝えたいありがとうの1枚』のコーナー単独での提供。
- Amazon Originalドラマ「Game of Spy」（衣装提供）

## 開催イベント
- 富士フイルム・スタジオアリス女子オープンゴルフ

## 関連企業
当社の子会社として以下の企業がある。
株式会社 JVIS
旧社名株式会社ジェイヴィス（旧・アリスデジタルソリューションセンタ）と株式会社マリモ（旧・マリモ商事株式会社）が2008年12月に合併。2011年3月31日マリモ部門（ウェディングドレス、タキシード、婚礼用小物等の企画、生産、販売）の業務終了。2011年9月1日、株式会社JVISに商号を変更。主な業務領域は写真処理、加工などのラボ業務と広告サイン事業。
株式会社 アリスキャリアサービス
労働者派遣事業などを行っている。
株式会社 京都豊匠
スタジオアリスの撮影用衣装（和装、洋装）の企画・デザイン・生産などを行っている。
なお、豊匠の生産子会社に「上海豊匠服飾有限公司」がある。